# Nossa Senhora do Rosário (Lagoa)
Nossa Senhora do Rosário ist eine Gemeinde (Freguesia) im portugiesischen Kreis Lagoa, auf der Azoren-Insel São Miguel. In der Gemeinde leben 5407 Einwohner auf einer Fläche von 7 km² (Stand 19. April 2021).
Sie ist eine der zwei Stadtgemeinden der Kreisstadt Lagoa, neben Santa Cruz.